# Протока (станция)
Протока (также Славянск-на-Кубани) — железнодорожная станция в городе Славянск-на-Кубани в России.
Главный и единственный железнодорожный вокзал города.

## История
Станция открыта в 1913 году в составе участка Тимашёвская — Крымская.

## Движение поездов
В графике 2018 года через станцию курсируют следующие поезда дальнего следования:.
| Круглогодичное обращение поездов | Круглогодичное обращение поездов | Круглогодичное обращение поездов | Круглогодичное обращение поездов |
| № поезда                         | Маршрут движения                 | № поезда                         | Маршрут движения                 |
| -------------------------------- | -------------------------------- | -------------------------------- | -------------------------------- |
| 125                              | Москва — Новороссийск            | 126                              | Новороссийск — Москва            |
| 311                              | Воркута — Новороссийск           | 312                              | Новороссийск — Воркута           |

| Сезонное обращение поездов | Сезонное обращение поездов                    | Сезонное обращение поездов | Сезонное обращение поездов                    |
| № поезда                   | Маршрут движения                              | № поезда                   | Маршрут движения                              |
| -------------------------- | --------------------------------------------- | -------------------------- | --------------------------------------------- |
| 151                        | Москва — Анапа                                | 152                        | Анапа — Москва                                |
| 155                        | Москва — Анапа                                | 156                        | Анапа — Москва                                |
| 187                        | Архангельск — Новороссийск                    | 188                        | Новороссийск — Архангельск                    |
| 221                        | Архангельск — Анапа                           | 222                        | Анапа — Архангельск                           |
| 227                        | Санкт-Петербург — Новороссийск                | 228                        | Новороссийск — Санкт-Петербург                |
| 267                        | Сосногорск — Новороссийск                     | 268                        | Новороссийск — Сосногорск                     |
| 283                        | Череповец — Анапа                             | 284                        | Анапа — Череповец                             |
| 289                        | Екатеринбург — Анапа                          | 290                        | Анапа — Екатеринбург                          |
| 515                        | Ижевск — Анапа                                | 516                        | Анапа — Ижевск                                |
| 517                        | Москва — Анапа                                | 518                        | Анапа — Москва                                |
| 529                        | Киров — Анапа                                 | 530                        | Анапа — Киров                                 |
| 539                        | Кострома — Анапа                              | 540                        | Анапа — Кострома                              |
| 583                        | Казань — Анапа                                | 584                        | Анапа — Казань                                |
| 591                        | Приобье — Пермь — Анапа                       | 592                        | Анапа — Пермь — Приобье                       |
| 595                        | Новый Уренгой — Тюмень — Екатеринбург — Анапа | 596                        | Анапа — Екатеринбург — Тюмень — Новый Уренгой |